# Catherine Radziwill
Catherine Radziwill (geborene Jekaterina Adamowna Rschewuskaja, polnisch Katarzyna Rzewuska; * 30. März 1858 in St. Petersburg, Russisches Kaiserreich; † 12. Mai 1941 in New York City) war eine polnisch-russische Aristokratin und Schriftstellerin.

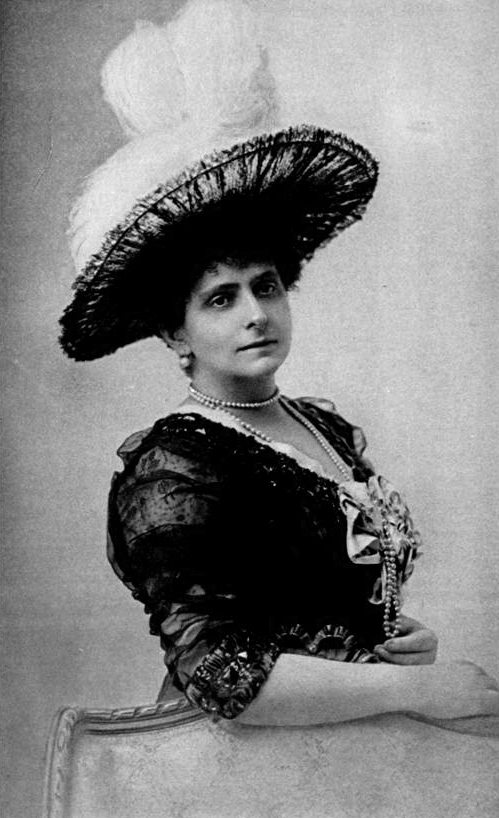
Catherine Radziwill

## Leben
Katharina (genannt Kaśia) Rzewuskas Vater war ein polnischer Aristokrat, Nachkomme von Wacław Rzewuski und Generaladjutant des Zaren Nikolaus I., ihre Mutter Anna Dmitrijewna Daschkowa stammte aus der Familie Woronzow-Daschkow. Sie wuchs auf dem Familiengut in der Ukraine und in St. Petersburg auf. Mit neun Jahren wurde sie zu zwei Tanten nach Paris geschickt, die eine war Ewelina Hańska, die Witwe von Honoré de Balzac, die andere, Karolina Rzewuska, Frau des Schriftstellers Jules Lacroix. Sie lernte das großbürgerliche Leben in den Salons des Empire kennen.
Mit fünfzehn Jahren wurde Catherine mit dem polnisch-preußischen Aristokraten Prinz Adam Karl Wilhelm Radziwiłł (geboren 1845), Sohn des Generals Wilhelm von Radziwill, verheiratet. Sie hatten sieben Kinder, fünf davon erreichten das Erwachsenenalter.

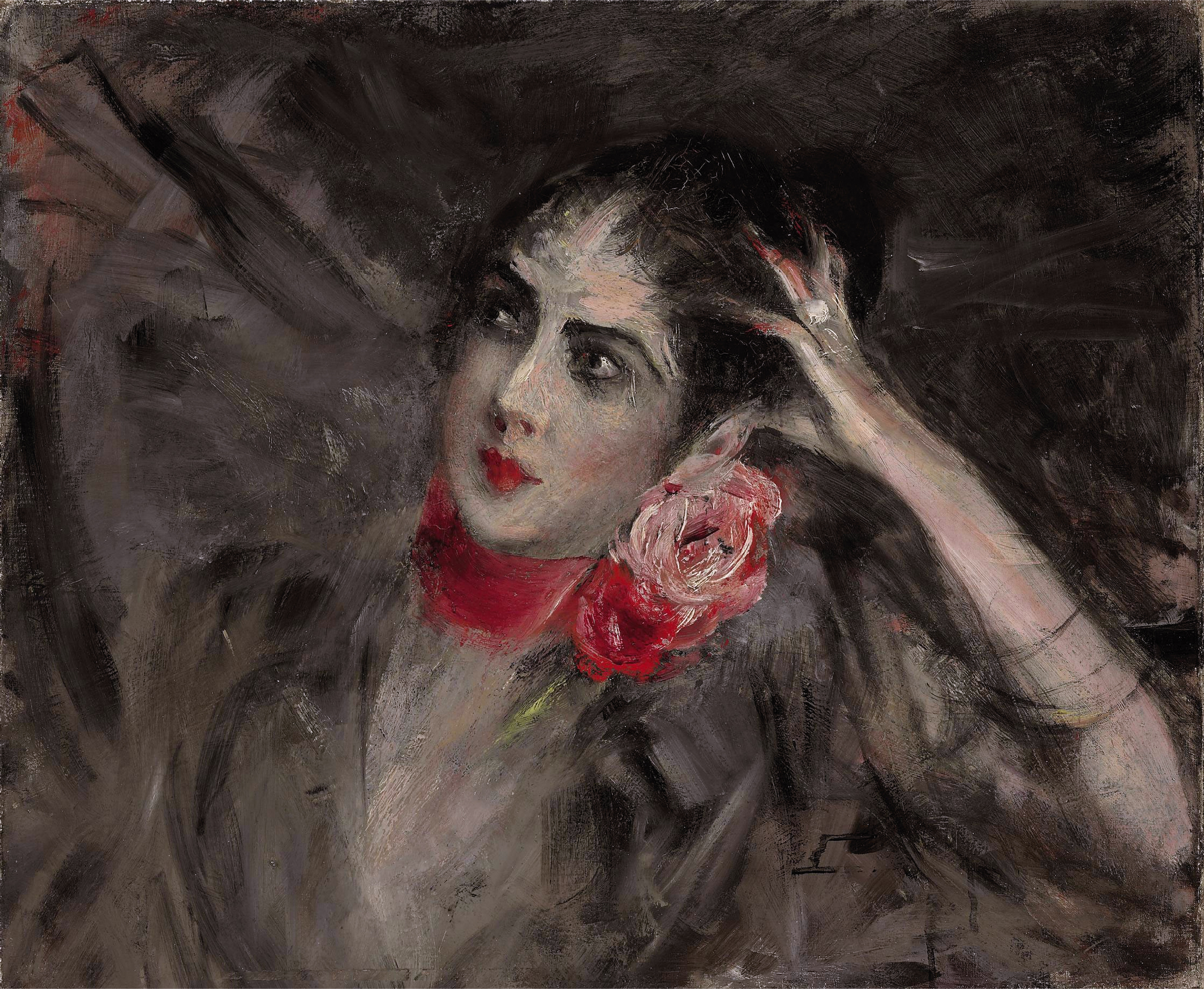
Giovanni Boldini: Catherine Radziwill

Kaśia Radziwiłł war eine auffallende Erscheinung, sie hatte pechschwarze Haare, eine elfenbeinerne Haut und trug gern Abendkleider aus knallrotem Atlas. Infolge ihrer Heirat verkehrte sie viel an den Höfen von Berlin, St. Petersburg und Wien und befreundete sich mit Mitgliedern der Zarenfamilie sowie mit der deutschen Kronprinzessin Victoria.
Sie interessierte sich für Politik und schrieb in der von Juliette Adam herausgegebenen Pariser Zeitung Nouvelle revue unter dem Namen Comte Paul Vasili Artikel unter dem Titel Société berlinoise; das Pseudonym deckte sie erst 1918 auf. Die Artikel im Stil von Briefen an einen jungen Diplomaten, die auch als englische Übersetzung im Buch erschienen, weideten den Berliner Klatsch aus und verspotteten das Leben am Hofe des deutschen Kaisers, was im deutschlandfeindlichen Frankreich gerne gelesen wurde. Catherine Radziwill bediente darin auch die antisemitischen Vorurteile ihrer Leser.
Wilhelm Radziwill wurde 1888 als preußischer Diplomat an den Zarenhof entsandt, und die Familie lebte nun in St. Petersburg. Dort mieteten sie trotz Geldmangels ein großes Haus und gaben rauschende Feste, darunter auch die Hochzeit ihrer 18-jährigen Tochter Wanda mit dem 41 Jahre älteren Fürsten Gebhard Leberecht Blücher von Wahlstatt. Catherine, die das gesellschaftliche und politische Geschehen in Preußen mit einer liberalen Attitüde gesehen hatte, wandelte ihre politische Grundeinstellung und kritisierte die liberalen Reformbestrebungen in Russland scharf. Sie gewann die Freundschaft des Politikers Konstantin Pobedonoszew und die Unterstützung des Zaren Alexander III. Nach der Thronbesteigung von Zar Nikolaus 1894 stand sie allerdings isoliert am Hofe und litt, da auch ihre Ehe nicht mehr intakt war, unter Geldnöten, was für sie von nun an ein Dauerzustand war. Mitte der 1890er Jahre veröffentlichte sie unter dem Pseudonym Comte Paul Vasili die Bücher „La Cour de Berlin“, „La Cour de Vienne“, „La Cour de Saint-Petersbourg“. Die Bücher konnten ihrer reichen, indiskreten Detailkenntnisse wegen nur von jemandem geschrieben sein, der sich an diesen Höfen vorzüglich auskannte; allen Nachforschungen zum Trotz kam die Autorschaft aber erst nach der Scheidung Catherines ans Tageslicht.  Auch schrieb sie unter ihrem eigenen Namen einen Schlüsselroman über die Radziwills. Nachdem im Keller ihres Hauses eine Falschmünzerbande entdeckt wurde, war sie zur Abreise aus St. Petersburg gezwungen.
1899 brachte sie in Erfahrung, wann der britische Multimillionär und Gouverneur Cecil Rhodes von London nach Südafrika zurückreiste und buchte die Passage auf demselben Schiff, um ihm Avancen zu machen. Sie wusste ihn so zu betören, dass er ihr das Geld zur Gründung einer Zeitung in Kapstadt stiftete, die jedoch Verluste machte. Rhodes schickte sie nach Europa zurück, und sie schrieb mit dem Buch The Resurrection of Peter (1900) eine Lobeshymne auf den Briten, die sich gegen den Roman Trooper Peter Halket of Mashonaland von Olive Schreiner richtete, der die kolonialistischen Praktiken Rhodes’ gegeißelt hatte. 1900 landete sie erneut in Südafrika, wo sie sich betrügerisch Geld besorgte, indem sie Schecks mit Rhodes’ Unterschrift fälschte; den ersten ließ er bezahlen, verwarnte sie jedoch, als sie dasselbe aber wiederholte, musste sie dafür 16 Monate einer zweijährigen Strafe im Gefängnis absitzen. Die Zeit im Gefängnis konnte sie zum Schreiben des autobiografischen Buchs My Recollections nutzen, das 1904 mit einigem Erfolg verkauft wurde. Dann musste sie nach London zurückkehren, wo die Klatschpresse genüsslich über die Verfehlungen der Prinzessin berichtet hatte.

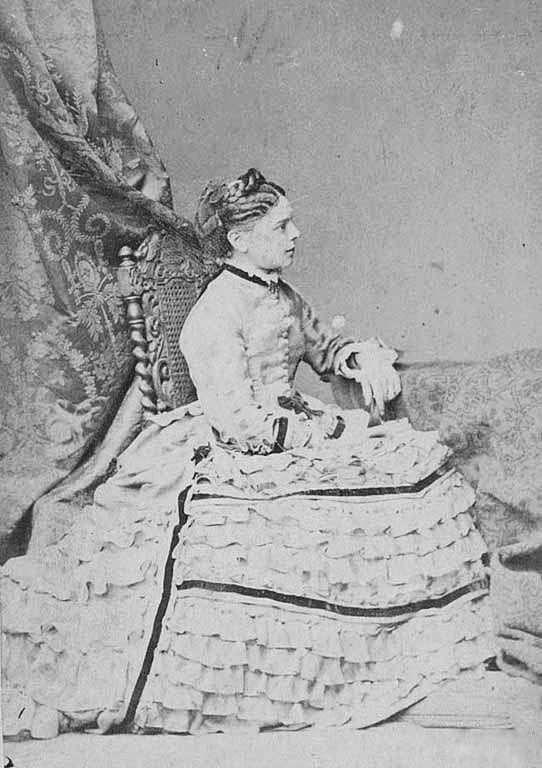
Catherine Radziwill

1906 ließ Wilhelm Radziwill sich von ihr scheiden, dessen gesamtes Vermögen sie verschwendet hatte. 1909 heiratete sie den erheblich jüngeren Ingenieur Karl Emile Kolb-Danvin (1874–1933), Sohn des deutschen Gartenbauingenieurs Max Kolb, und zog erneut nach St. Petersburg. Sie ließ unter dem Pseudonym Paul Vasili die Enthüllungsgeschichte Behind the Veil of the Russian court drucken, in dem sie die geheimgehaltene Hämophilie des Zarewitsch Alexei Romanow ausplauderte. Weiterhin erschien ein zweites autobiographisches Buch Memoirs of Forty Years (1914), in dem die afrikanische Episode ausgeblendet blieb. Während des Ersten Weltkriegs lebte das Ehepaar in Stockholm, wo sie eine Reihe weiterer Enthüllungsgeschichten über den europäischen Adel schrieb. Während einer Reise in die USA 1917 entschied sie sich, in Amerika zu bleiben. Die Einreisegehmigung in Ellis Island erhielt sie, indem sie log, nicht die in Kapstadt verurteilte Prinzessin zu sein. 1922 ließ ihr zweiter Mann sich von ihr scheiden.
Catherine Radziwill spielte eine Rolle in der auch in späteren Jahren nicht schlüssig geklärten Diskussion um die Erstautorschaft der antisemitischen Kampfschrift Protokolle der Weisen von Zion. Die Schrift fand nach dem Ersten Weltkrieg eine rasche Verbreitung, in den USA wurde der Inhalt auch durch Artikel in Henry Fords Zeitung The Dearborn Independent und dessen Buch The International Jew bekannt gemacht. 1921 behauptete Radziwill in einem privaten Vortrag gegenüber Felix M. Warburg und Louis Marshall vom American Jewish Committee, dass die Protokolle 1904/05 auf Anweisung von Pjotr Ratschkowski, des Chefs der zaristischen Geheimpolizei Ochrana in Paris, von Matwei Golowinski und Iwan Manassewitsch-Manujlow kompiliert worden seien. Dies ließ sie dann auch in einem Exklusivinterview mit dem American Hebrew veröffentlichen. Tatsächlich aber lässt sich eine Veröffentlichung der Protokolle schon für 1902/03 datieren. Bei Zeugenaussagen im Berner Prozess 1936 wurden Radziwills Angaben trotz des warnenden Hinweises von Herman Bernstein im Gutachten der Kläger verwendet.
In New York lebte Mrs. Kolb, wie sie nun hieß, davon, dass sie Verkäufer in guten Manieren schulte. Mit 83 Jahren ist sie dort gestorben.

## Paul Vasili
- Die abweichende Schreibweise Vassili ist hier (noch) nicht geklärt.
- Die bei KVK und WorldCat bibliografierbaren Schriften enthalten auch „Hofberichte“ aus Wien und London sowie weitere hier nicht aufgeführte Titel. Dabei handelt es sich möglicherweise um Schriften anderer Autoren, die der Verlag von Juliette Adam nach dem bewährten Muster verlegte.

## Schriften (Auswahl)
- Paul Vasili: La Société de Berlin: augmenté de lettres inédites. Nouvelle Revue, Paris 1884. Englische Übersetzung New York, 1884 und London, 1885
  - Hof und Gesellschaft in Berlin. Grimm, Budapest 1884
  - Paul Vassili: Hof und Gesellschaft in Berlin 1884 : [das Skandalbuch aus Frankreich]. Berlin-Story-Verlag, Berlin 2006, ISBN 978-3-929829-53-2
- Paul Vasili: La Société de Saint-Pétersbourg: augmenté de lettres inédites. 1886
- Paul Vasili: La société de Paris. Premier Volume - Le grand monde. Nouvelle Revue, Paris 1887
- Paul Vasili: La société de Paris. Deuxième Volume - Le monde politique. Nouvelle Revue, Paris 1888
- Paul Vasili: La Sainté Russie; la cour, l’armée, le clerge, la bourgeoisie et le peuple. 1890
- The Resurrection of Peter. A Reply to Olive Schreiner. 1900
- My Recollections, 1904
  - Meine Erinnerungen. Übersetzung Freifrau von Beppina Weinbach. H. Schmidt & C. Günther, Leipzig 1905
- Paul Vasili: Behind the Veil at the Russian Court. London 1913
  - Zar Nikolaus II. in seiner wahren Gestalt : Wie ihn einer seiner Höflinge schildert. Nach d. engl. Original. „Behind the veil“ von Graf Wasili. Übersetzung Siegfried Baske. Butsch, Berlin 1916
- France from behind the Veil. 1914
- The Austrian Court From Within. Frederick A. Stokes, New York 1914 (1916)
- The Royal Marriage Market of Europe. New York 1915
- Sovereigns and Statesmen of Europe, 1916
- Because it was Written. Roman. 1916
- The Black Dwarf of Vienna, and other weird stories, 1916
- Germany under Three Emperors, 1917
- Russia's Decline and Fall: The Secret History of a Great Debacle. London 1918
- Rasputin and the Russian Revolution. New York 1918
- Cecil Rhodes, man and empire-maker, 1918
- Confessions of the Czarina. London 1918
- The Firebrand of Bolshevism; The True Story of the Bolsheviki and the Forces That Directed Them. Boston 1919
- The disillusions of a crown princess; being the story of the courtship and married life of Cecile, ex-crown princess of Germany. John Lane, London 1919
- Secrets of Dethroned Royalty. John Lane, London 1920
- Those I Remember, 1924
- Juanita Helm Floyd: Les femmes dans la vie de Balzac. avec 17 lettres inédites de Madame Hanska. Übersetzung der Briefe ins Französische und Vorwort von Catherine Radziwill. Plon, Paris 1926
- The Intimate Life of the Last Tsarina, 1929
- Child of Pity: The Little Prince Rides Away, 1930
- Nicholas II: The Last of the Tsars, 1931
- The Taint of the Romanovs. Cassell, London 1931
- It Really Happened; An Autobiography by Princess Catherine Radziwiłł, 1932
- The Empress Frederick, 1934.